# Daleka Tęcza
Daleka Tęcza (ros. Далёкая Радуга) – powieść z gatunku fantastyki naukowej z 1963 roku, autorstwa braci Arkadija i Borysa Strugackich, której akcja rozgrywa się w wykreowanym przez nich uniwersum Południa. W Polsce wydana po raz pierwszy razem z opowiadaniem Próba ucieczki nakładem Wydawnictwa Alfa w 1988 roku, w tłumaczeniu Eligiusza Madejskiego.

## Treść książki
Akcja książki rozgrywa się na fikcyjnej planecie Tęcza. Jest ona uznawana za raj dla fizyków ze względu na niezwykłe zjawisko, zwane Falą, powiązane z transportem zerowym – technologią natychmiastowego przerzucenia obiektów materialnych w inne miejsce przestrzeni. Dokonanie tego procesu na równiku Tęczy powoduje na obu biegunach zaburzenia Fali – potężnej, czarnej ściany energii, śmiertelnej dla wszelkich istot żywych. W przeszłości zdarzało się, że Fale z obu biegunów ruszały w stronę równika, niszcząc wszystko co napotkały po drodze, aż w pewnym momencie ulegały rozproszeniu.
Ze względu na charakter planety, głównymi jej mieszkańcami są naukowcy – fizycy, biolodzy, personel techniczny stacji badawczych, ich dzieci oraz tymczasowo różni przyjezdni – turyści, artyści. Jedynym miastem planety jest Stolica, położona na równiku.
Akcja książki rozpoczyna się od poznania Roberta Sklarowa i Tatiany Turcziny. Robert stacjonuje na jednej ze stacji przy biegunie północnym, Tania jest opiekunką i wychowawczynią dzieci w Wiosce Dziecięcej. Ich spotkanie przerywa transmisja od Patryka, który zleca Robertowi sprawdzenie najnowszych wyników obserwacji, gdyż odbiegają od normy. Pojawia się również Kamil, nieustannie noszący charakterystyczny dla siebie hełm. Kamil powszechnie jest uznawany za osobę dziwną i nie do końca lubianą. Zdaje się być w stanie przepowiadać przyszłość, lub próbuje sprawiać takie wrażenie. W rozmowie z Robertem wyraża niepokój, że kosmolot liniowy „Strzała” opuścił planetę i jest niedostępny dla jej mieszkańców.
W tym czasie na planetę przybywa Leonid Andriejewicz Gorbowski, kapitan kosmolotu „Tariel 2”, legenda wśród desantowców. Przywozi na Tęczę sprzęt i ładunek ulmotronów - ważnego dla badań sprzętu naukowego. Spotyka się on z dyrektorem planety Matwiejem Siergiejewiczem Wiazanicynem, który przedstawia sytuację panującą na planecie, konflikty między różnymi grupami naukowców, walczących o zasoby potrzebne do badań – energię i ulmotrony.
Przebywający na stacji Robert zauważa niepokojące sygnały – z północy uciekają stada ptaków i zwierząt. Otrzymuje rozkaz ewakuacji z powodu nadchodzącej Fali. Próbuje zabrać ze sobą ulmotrony, lecz podczas ich załadunku dochodzi do wypadku, w wyniku którego Kamil zostaje zmiażdżony pterokarem. Będąc przekonanym o jego śmierci, Robert zabiera jego autolot i udaje się do bazy Greenfield. Na miejscu melduje przełożonemu, Fiodorowi Anatoliewiczowi Malajewowi, o śmierci Kamila, lecz w tym momencie na ekranie pojawia się żywy Kamil, który ostrzega przed nowym typem Fali, niebezpieczniejszym niż dotychczasowe. Połączenie zostaje nagle przerwane, gdy stacja badawcza w której pozostał Kamil, zostaje pochłonięta przez Falę.
W międzyczasie w Stolicy trwają próby zdobycia, przywiezionego przez Gorbowskiego, wyposażenia badawczego przez różnych naukowców. Dochodzi do tego, że sam Gorbowski nie może się dostać na swój statek, gdyż wszyscy sądzą, że tylko udaje kapitana. Dołącza więc do grupy fałszywych Marków Walkensteinów – nawigatorów „Tariela” i rozpoczyna z nimi rozmowę. Wkrótce zostaje jednak wywołany przez Wiazanicyna, który informuje go o nadchodzącej Fali i o próbach jej zatrzymania przez charybdy – potężne, pochłaniające energię czołgi. Gdy jednak okazuje się, że kolejne pojazdy zostają przez Falę zniszczone, Gorbowski, jako kapitan jedynego dostępnego na planecie gwiazdolotu, podejmuje decyzję, że wykorzysta „Tariela” do ewakuacji z planety dzieci.
Również Greenfield jest ewakuowane. Charybdy próbują powstrzymać Falę, podczas gdy naukowcy pakują sprzęt do helikoptera. Jednak widząc, że kolejne charybdy wybuchają od nadmiaru energii, Robert, który czuje się oskarżony o pozostawienie Kamila na pastwę Fali, sam siada za sterami jednej z maszyn, by dać towarzyszom choć kilka minut. Po chwili dołącza do niego Patryk. Udaje im  się zatrzymać Falę wystarczająco długo, a następnie uciec zanim ich pojazdy eksplodują. Razem na pokładzie glidera udają się do Zimnych Strumieni, gdzie ma zostać założona nowa baza. Gdy jednak odnajdują jeszcze jeden pojazd, Robert postanawia udać się do Wioski Dziecięcej, by pomóc Tani. Gdy tam dociera, odnajduje zostawioną dla niego informacje, że Wioska już została ewakuowana. Robert rusza więc do Stolicy, ale po drodze trafia na aerobus z Wioski, w którym skończyło się paliwo. Robert, nie mogąc uratować wszystkich dzieci, daje kierowcy aerobusu, Gabie, wybór. Albo Gaba zabiera Tanię do Stolicy i dopilnowuje, by dostała się na pokład gwiazdolotu, albo robi to Robert. Choć jego glider mógłby zabrać kilkoro dzieci, stojąc przed koniecznością wyboru które z nich zabrać, a które zostawić na pastwę losu, Robert postanawia nie brać nikogo poza Tanią – choć wie, że dziewczyna prawdopodobnie go za to znienawidzi.
W Stolicy trwa akcja ewakuacyjna. Tropiciele za pomocą swoich pojazdów – kretów, próbują wykopać schron, naukowcy archiwizują wyniki swoich badań, by ocalić je przed Falą. Wśród mieszkańców krąży coraz więcej plotek i domysłów, w tym o zbliżającej się „Strzale”, która ma dotrzeć za dziesięć godzin. Podczas zebrania mieszkańców, jeden z fizyków, Lamondois, próbuje przekonać mieszkańców, że część wybitnych naukowców powinna zostać ewakuowana, ale Gorbowski stawia sprawę jasno. Wszystkie decyzje zostały już podjęte, ratowane będą tylko dzieci i matki z niemowlętami, gdyż to one są przyszłością. Zmuszony jest odmawiać coraz to kolejnym osobom wejścia na pokład (w tym Robertowi, który próbuje uratować Tanię), z coraz większymi wątpliwościami przyjmując dodatkowe przedmioty – listy, obrazy, wyniki badań. Ostatecznie, sam też nie wsiada na pokład – wiedząc, że „Strzała” wkrótce przybędzie, zostawia zadanie wzniesienia „Tariela” na orbitę i pozostania tam do przybycia ratunku swemu dawnemu towarzyszowi i również desantowcowi – Stanisławowi Piszcie.
Książka kończy się w momencie gdy obie Fale, zarówno z bieguna południowego jak i północnego, już prawie dotarły do Równika, zostawiając tylko wąski tunel, w którym przebywają ostatni pozostali na planecie. W towarzystwie dźwięków bandżo, siedzą na plaży i czekają na koniec.